# Transgênese
Transgênese (português brasileiro) ou transgénese (português europeu) ou transgenia é o processo de alteração do material genético de uma espécie pela introdução de uma ou mais sequências de genes provenientes de outra espécie, mediante o emprego de técnicas de engenharia genética. O genoma dos organismos transgênicos contém fragmentos do genoma de bactérias, vírus ou outros organismos em seu DNA. Os genes introduzidos não pertenciam ao genoma original da espécie modificada e vão conferir-lhe novas características, como a resistência a herbicidas ou a produção de toxinas contra pragas das culturas agrícolas, fazendo também com que essa espécie possa produzir substâncias de interesse para o homem, como por exemplo aumentando sua qualidade nutritiva ou produzindo substâncias medicinais.
Resultados na área de transgenia já são alcançados desde a década de 1970, quando foi desenvolvida a técnica do DNA recombinante. A manipulação genética combina características de um ou mais organismos de uma forma que provavelmente não aconteceria na natureza. Assim podem ser combinados os DNAs de organismos que não se cruzariam por métodos naturais.
A transgênese tem vários usos potenciais, entre eles a pesquisa biológica e médica e a produção de alimentos. Os resultados nas áreas da saúde e biologia são em geral considerados grandes avanços científicos, e mesmo despertando certas controvérsias, têm propiciado uma grande ampliação no conhecimento e diversos benefícios, mas no campo da produção de alimentos a polêmica é particularmente intensa. Inicialmente a técnica foi saudada como a grande esperança para a solução do problema da fome no mundo, podendo alegadamente criar cepas de culturas mais produtivas, mais nutritivas, resistentes a pragas, a ambientes inóspitos e às mudanças climáticas, ou contendo substâncias medicinais, podendo ainda reduzir os custos de produção e o uso de agrotóxicos. Muitas fontes apontam que os alimentos transgênicos não apresentam mais riscos à saúde do que alimentos não transgênicos, mas uma quantidade de novos estudos têm lançado sérias dúvidas sobre as suas supostas vantagens, citando o surgimento de numerosas doenças relacionadas ao consumo de alimentos geneticamente modificados, uso mais intenso de agrotóxicos, desenvolvimento de resistências e mutações biológicas e importante impacto negativo sobre o meio ambiente, havendo hoje grande controvérsia sobre o assunto. Mesmo os estudos que reafirmam a segurança de seu uso e suas vantagens, muitas vezes reconhecem que a técnica ainda é muito recente e precisa de mais pesquisa para que seja mais bem dominada e se atinja um consenso, dizendo haver um potencial de riscos imprevisíveis para a saúde, que podem aparecer apenas no longo prazo, ou derivados da interação desses organismos modificados com outros fora do ambiente controlado dos laboratórios. A Organização das Nações Unidas para Alimentação e Agricultura (FAO) recomenda cautela na liberação de OGMs e a Organização Mundial de Saúde (OMS) recomenda a realização de mais pesquisas.

## Definição
Os termos organismos transgênicos e organismos geneticamente modificados (OGMs) não são sinônimos: todo transgênico é um organismo geneticamente modificado, mas nem todo OGM é um transgênico. OGM é um organismo que teve o seu genoma modificado em laboratório, sem necessariamente receber material genético (RNA ou DNA) de outro organismo. Transgênico é um organismo que foi submetido à técnica específica de inserção de material genético de um organismo que pertence a uma espécie diferente.

## História

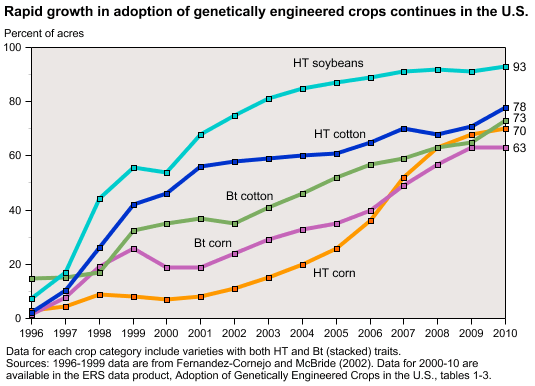
Crescimento dos cultivos transgênicos nos Estados Unidos entre 1996 e 2010. A linha azul-turquesa representa a soja Ht, a azul, o algodão Ht, a verde, o algodão Bt, a rosa, o milho Bt, e a laranja, o milho Ht. Ht significa resistente a herbicidas, e Bt, resistente a insetos.

A história da manipulação de genes de espécies naturais para o benefício do homem é antiga, iniciando na Pré-História, quando o homem começou a selecionar variedades específicas de cultivos que serviam melhor aos seus interesses, aprendendo a cruzá-las entre si para dar origem a variedades permanentes melhoradas. Da mesma forma, selecionou animais, como felinos selvagens, que por cruzamentos seletivos deram origem ao gato doméstico, por exemplo. Essa técnica era externa à biologia celular e tipicamente os melhoramentos levavam muitas gerações até se estabelecer, mas um salto radical foi proporcionado com o desenvolvimento das técnicas contemporâneas de biologia molecular, que possibilitaram uma interferência direta na própria estrutura interna das células, modificando o seu material genético e produzindo alterações importantes em brevíssimo tempo. Assim nascia a engenharia genética.
A primeira aplicação dos organismos transgênicos e dos organismos geneticamente modificados foi a própria investigação científica, já que a expressão de um determinado gene de um organismo inserido em outro organismo pode facilitar a compreensão da sua função. A técnica chama-se DNA recombinante. Desde a criação da primeira bactéria transgênica, em 1973, os laboratórios de pesquisa têm utilizado microrganismos transgênicos nas suas investigações. Posteriormente, organismos transgênicos, como plantas e animais, foram desenvolvidos para estudos, e também vários produtos obtidos a partir de transgênicos foram desenvolvidos e comercializados. O primeiro produto comercializado foi a insulina, produzida a partir de uma modificação da bactéria Escherichia coli, no final da década de 1970.
Depois das pesquisas com microrganismos, nos anos 1980 foram desenvolvidas plantas e animais multicelulares para fins comerciais. Na China esta tecnologia foi introduzida nos anos 1990, e em 1994 a empresa Calgene criou nos Estados Unidos um tomate mais resistente ao armazenamento. Em 1996 surgiu a soja resistente a herbicidas, e no ano seguinte, o algodão. Desde então a pesquisa se acelerou e no fim da década já havia 40 milhões de hectares de terras em vários países com cultivos transgênicos, movimentando um negócio de dois bilhões de dólares. Atualmente, vários alimentos transgênicos são utilizados para consumo animal e humano.

## Biologia e medicina
A engenharia genética revelou-se uma ferramenta valiosa para a ampliação do conhecimento sobre toda a biologia dos organismos, uma vez que os genes determinam a estrutura e funcionamento de suas moléculas formativas, e assim determinam amplamente também seu metabolismo, a fisiologia de suas células, órgãos ou tecidos e uma série de outras funções. Sua importância é tanta que a Federação dos Cientistas Americanos declarou que "as técnicas de ADN recombinante mudaram toda a forma como é feita a ciência". Com a possibilidade de alterar um único gene do genoma, isolando suas propriedades, torna-se mais fácil o estudo de sua expressão física.
O uso das técnicas de engenharia genética para o intercâmbio de genes encontra seu valor médico na possibilidade de simular laboratorialmente uma variedade de doenças que têm origem na expressão aberrante do código genético, como por exemplo o câncer, síndromes metabólicas e doenças degenerativas do sistema nervoso, permitindo que se desenvolvam técnicas novas de cura ou alívio de sintomas. O conhecimento aprimorado sobre a biologia de agentes patogênicos infecciosos ou infestantes permite o desenvolvimento de compostos farmacêuticos com ação mais direcionada sobre esses agentes, minimizando a ocorrência de efeitos colaterais indesejáveis no organismo hospedeiro. Segundo Alrefaei et alii, a vasta maioria da informação científica disponível relacionada a agentes patogênicos foi conseguida através de técnicas de transgenia, um conhecimento que depois foi aproveitado em muitas outras áreas. No entanto, neste aspecto os agentes patogênicos mais estudados são os protozoários (organismos unicelulares), e para os demais, como os platelmintos, a pesquisa ainda está em seu início. Mas não apenas os agentes das doenças podem ser combatidos com a transgenia, mas também os vetores dos patógenos, como os mosquitos transmissores da malária, fazendo com que se tornem resistentes à hospedagem dos plasmódios causadores da doença. A técnica tem aplicações similares para o combate a doenças de animais e plantas, e pode ser usada para o controle de pragas diversas, à semelhança do exemplo do mosquito da malária.
Por outro lado, apesar dos avanços que a transgenia propiciou para a biologia e a medicina, eles não estão livres de questionamento. Técnicas de manipulação genética de seres vivos levantam controvérsias no terreno ético, e elas já foram usadas para a criação de armas biológicas, desenvolvendo vírus e bactérias com poder patogênico aumentado e resistência a remédios, para serem usadas em guerras. Teme-se também que grupos terroristas possam roubar experimentos com tais organismos perigosos e usá-los para fins políticos, ou desenvolver experimentos de maneira independente com o mesmo fim, no chamado bioterrorismo. Mesmo nas pesquisas legítimas existem objeções, pois organismos geneticamente modificados que possuam características perigosas para o homem ou o ambiente podem acidentalmente ser liberados na natureza e causar danos em larga escala. 

## Alimentos transgênicos

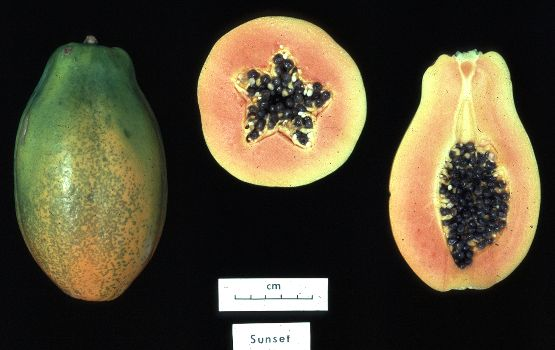
Mamão geneticamente modificado para resistir ao vírus Potyvirus.

São alimentos produzidos a partir de organismos cujo embrião foi modificado em laboratório, pela inserção de pelo menos um gene de outra espécie. Alguns dos motivos de modificação desses alimentos são para que as plantas possam resistir às pragas de insetos, fungos, vírus, bactérias e ao uso de herbicidas. Também teoricamente podem ser criadas variedades que produzam certas substâncias medicinais, tenham maior teor nutritivo, se adaptem com facilidade a ambientes pouco favoráveis, exijam menos cuidados ou menos agrotóxicos, e que reduzam os custos da produção, favorecendo o crescimento das atividades agropecuárias.

### Prevalência de culturas geneticamente modificadas
Desde 2004, após seis anos de proibição, a União Europeia autorizou a importação de produtos transgênicos. No dia 2 de março de 2010, a União Europeia aprovou o plantio de batata e milho transgênicos no continente, após solicitações dos Estados Unidos. A batata transgênica será destinada para a fabricação de papel, adesivos e têxteis. O milho atenderá a indústria alimentícia. Cada país da União Europeia poderá ser responsável pelo cultivo transgênico em suas fronteiras em votação marcada para o meio do ano Em 2012 a Comissão Europeia aprovou mais 11 cultivos modificados. Isso não significa que eles são adotados obrigatoriamente em todos os países europeus. A Áustria, França, Alemanha, Hungria, Luxemburgo, Grécia, Bulgária, Suíça e Polônia já fizeram diversas restrições e em sua maioria baniram os transgênicos de seus territórios.
É estimado que a área de cultivo deste tipo de variedades esteja com uma taxa de crescimento de 13% ao ano. A área total plantada é já superior a 100 milhões de hectares, sendo os principais produtores os Estados Unidos, o Canadá, o Brasil, a Argentina, a China e a Índia. As culturas prevalentes são as de milho, soja e algodão, baseadas principalmente na tecnologia Bt (resistente a pragas).
É necessário também diferenciar alimentos transgênicos de alimentos geneticamente selecionados, pois estes não foram parte de uma troca de genes com outra espécie, mas sim, a seleção de indivíduos com características favoráveis e sua reprodução em um meio artificialmente isolado.

### Controvérsias
Atualmente existe um debate intenso relacionado à inserção de alimentos geneticamente modificados (AGM) no mercado. Alguns países, como o Japão, rejeitam fortemente a entrada desses alimentos, enquanto que outros países asiáticos, norte e sul-americanos permitem a sua comercialização. Várias organizações científicas e estudos independentes referem que os alimentos transgênicos não oferecem riscos para a saúde maiores que os alimentos tradicionais. Porém, a bibliografia que cita variados efeitos negativos para a saúde humana, para a economia, para a biodiversidade e para a justiça social, entre outros aspectos, está crescendo.

#### Impacto na saúde humana

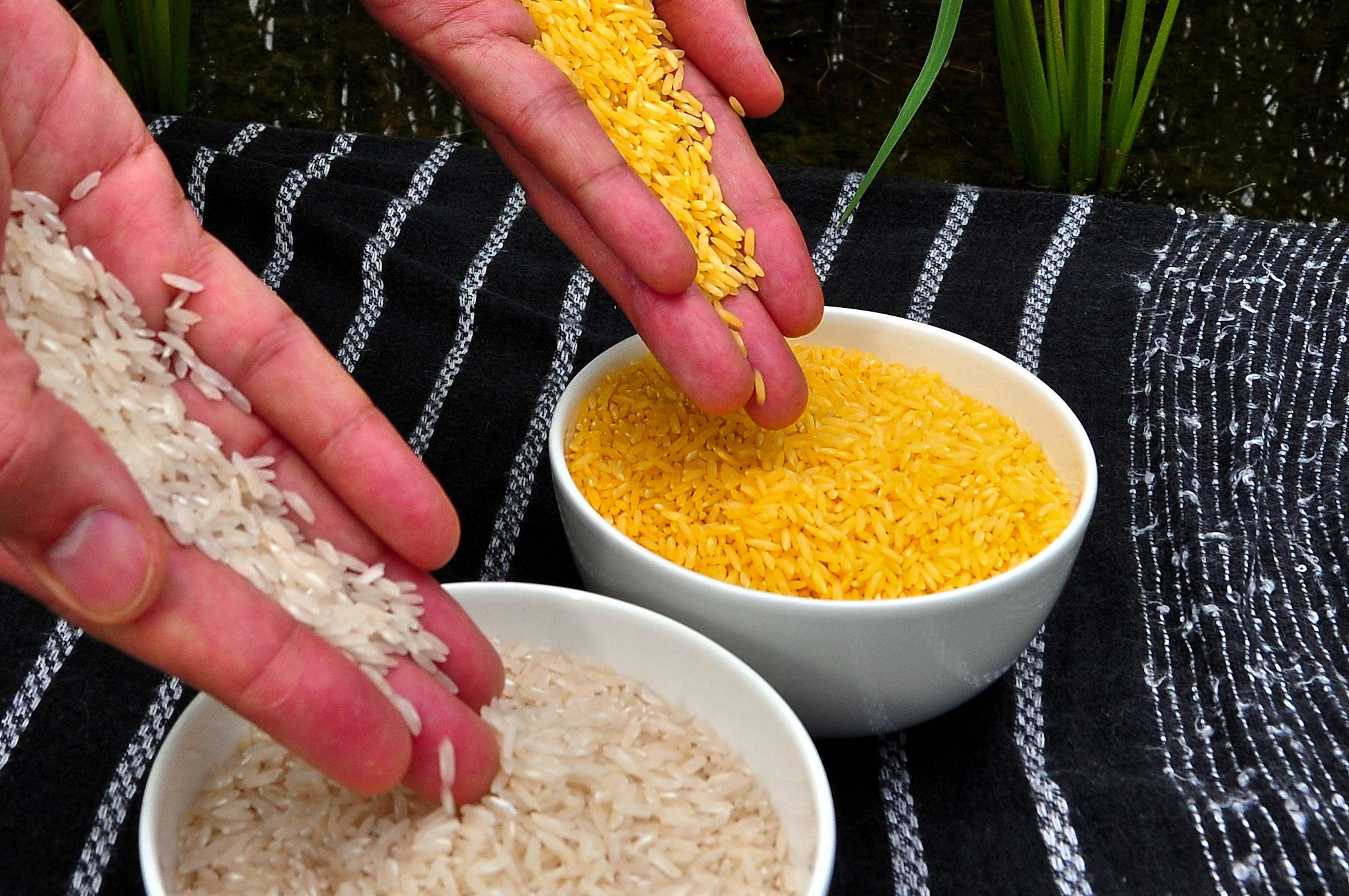
Arroz comum e arroz transgênico "Golden Rice".

Várias informações contraditórias têm sido lançadas de diversos setores quanto aos potenciais danos que os organismos transgênicos possam provocar nos seus consumidores. A Organização Mundial de Saúde declarou que até o presente não foram provados danos à saúde dos consumidores, mas reconheceu que esta tecnologia tem riscos potenciais e recomendou mais pesquisas. Porém, este parecer não representa uma unanimidade entre a comunidade científica, e tampouco no mercado internacional de sementes e alimentos. Assim como se alega que não foram provados conclusivamente danos à saúde, também se alega que não foi provado que os transgênicos não causam danos. Porém, muitos estudos vêm afirmando que os danos existem, enquanto outros reafirmam sua inofensividade, de maneira que a polêmica é grande.
Os estudos com pessoas ainda são poucos, mas vários testes laboratoriais já foram realizados com animais, além de observações de campo, relatando diversos distúrbios relacionados à alimentação com produtos transgênicos, entre eles alergias, infertilidade, malformações congênitas, alterações no sistema imunológico, desenvolvimento de tumores e taxas de mortalidade mais altas que o normal.

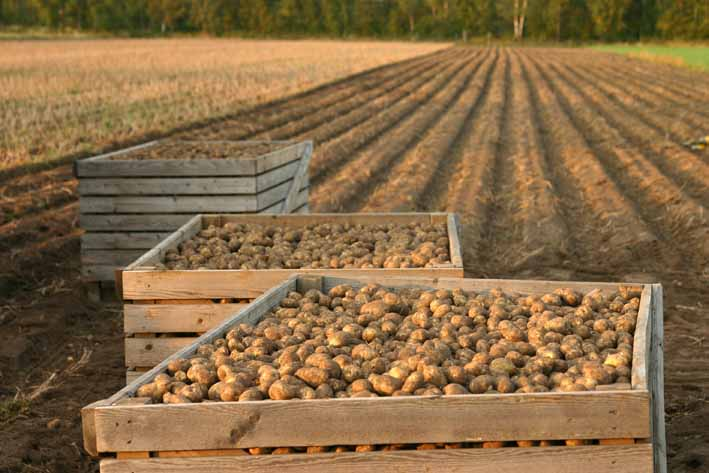
Cultivo de batatas transgênicas Amflora na Alemanha.

Em 1998, o investigador Árpád Pusztai e a sua equipe lançaram o pânico na Europa, ao afirmar que tinham obtido resultados que demonstravam o efeito nefasto de batata transgênica, quando presente na alimentação de ratos. Quando estes resultados foram publicados verificou-se que o referido efeito tinha sido devido ao transgene inserido nessas batatas ser de uma lectina, que por si só tem um efeito tóxico no desenvolvimento dos mamíferos. Estes investigadores sofreram pesadas críticas da classe política e da comunidade científica em geral. No entanto, ainda há alguma controvérsia quanto à interpretação dos resultados destes autores, opondo organizações não governamentais a alguns cientistas.
Outro caso de um estudo acerca do potencial efeito de transgênicos na saúde pública foi o de Séralini, Cellier & Vendomois. Estes investigadores reavaliaram estatisticamente dados publicados anteriormente pela multinacional Monsanto, e declararam que a alimentação de ratos com milho transgênico MON863 provocou toxicidade hepática e renal, bem como alterações no crescimento, desencadeando uma grande discussão. A Autoridade Europeia para a Segurança Alimentar aprovou o MON863 para consumo humano na União Europeia, baseando-se nas conclusões dos estudos entregues pela Monsanto. Em 2012 a Autoridade emitiu outro parecer reafirmando que as diferenças encontradas no estudo de Séralini et al. não eram biologicamente relevantes e que os métodos estatísticos utilizados eram incorretos, pelo que não procedeu à reavaliação da aprovação. A Autoridade também declarou que se formou um amplo consenso internacional de que o estudo de Séralini foi falho. Em resposta, no mesmo ano mais de 800 cientistas de 82 países publicaram uma carta aberta apoiando o estudo, apontando os riscos que estão por trás da grande propaganda a favor dos uso dos transgênicos, denunciando as exigências legais inconsistentes para a aprovação oficial dos produtos, que se satisfazem com estudos de curto prazo, escassos ou mal orientados, em geral produzidos pelas próprias empresas interessadas na liberação de seus produtos, e citaram casos de assédio e censura contra cientistas que tentaram provar impactos negativos, como ocorreu no caso Séralini.
Esta discussão acentuou a polêmica sobre quem deve ser responsável pela avaliação do impacto deste tipo de produtos. O facto de algumas avaliações serem feitas pelas próprias empresas que os produzem tem levantado grande indignação por parte de organizações ambientalistas. O Painel OGM, responsável pela avaliação dos transgênicos da European Food Safety Authority, foi também criticado por vários estados-membros, casos da Itália e a Áustria, que acusam este painel de cientistas de parcialidade.

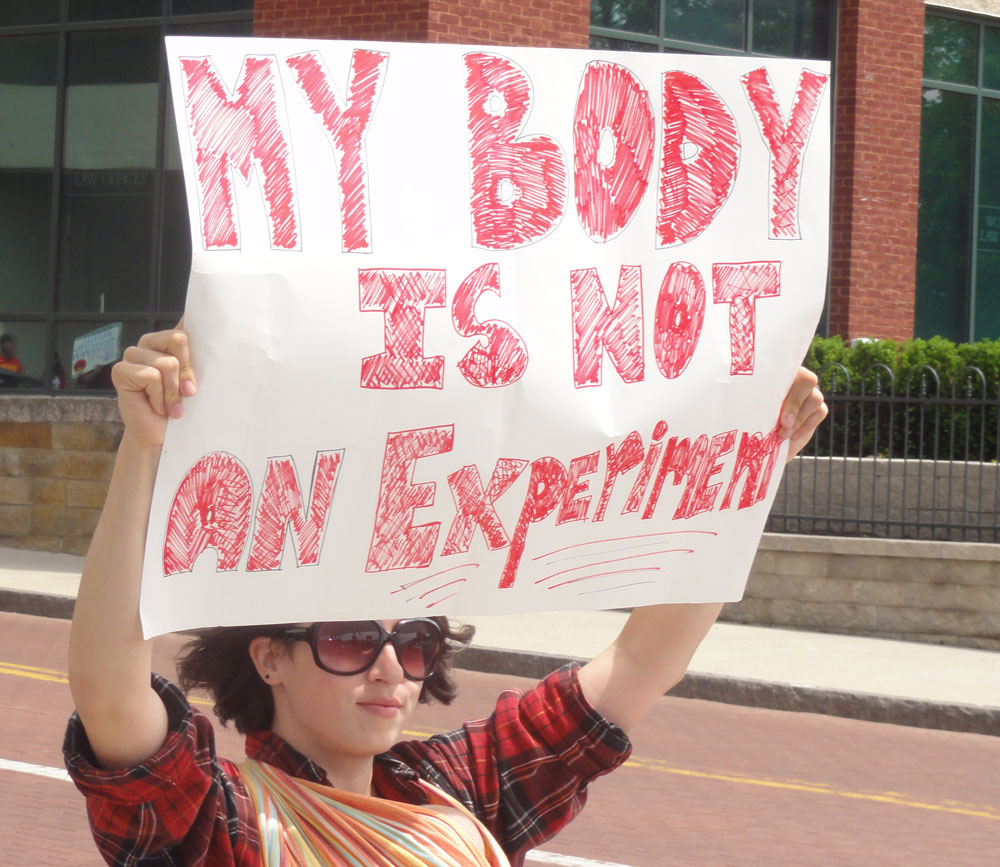
Manifestante nos Estados Unidos em uma marcha de protesto contra a Monsanto e os transgênicos. O cartaz diz: "Meu corpo não é um experimento".

Algumas das críticas que os transgênicos têm recebido têm a ver com a potencial reação alérgica dos animais/humanos a estes alimentos. O caso mais conhecido foi a utilização de um gene de uma noz brasileira com vista ao melhoramento nutricional da soja para alimentação animal. A noz em causa era já conhecida como causadora de alergia em determinados indivíduos. O gene utilizado para modificação da soja tinha como função aumentar os níveis de metionina, um aminoácido essencial. Estudos realizados verificaram que a capacidade alergênica da noz tinha sido transmitida à soja, o que levou a que a empresa responsável terminasse o desenvolvimento desta variedade. Mais recentemente, investigadores portugueses do Instituto de Tecnologia Química e Biológica, do Instituto Nacional de Saúde Doutor Ricardo Jorge, e do Instituto Superior de Agronomia, entre outros, testaram a resposta alérgica de diversos pacientes à alimentação com milho e soja transgênica. Este estudo não detectou qualquer diferença na reação às plantas transgênicas, quando comparada com as plantas originais. Vários outros estudos em pessoas e animais chegaram aos mesmos resultados testando diferentes cultivos.
Por outro lado, no Brasil, um dos países que mais cultivam transgênicos, o Conselho Nacional de Segurança Alimentar e Nutricional alertou para o surgimento de doenças ligadas ao consumo de tais produtos, como aumento de alergias e aumento da resistência a antibióticos. Estudos conduzidos sob os auspícios da Associação Brasileira de Saúde Coletiva relataram que o uso prolongado de sementes modificadas e pesticidas têm provocado alergias, câncer, depressão, esterilidade, alergias e problemas neurológicos e mentais, entre outros. Sirinathsinghji citou vários casos documentados de reações alérgicas em agricultores expostos por longo tempo ao milho Bt. A Associação Médica Britânica considera que o risco para a saúde é pequeno, mas em declaração oficial de 2004 enfatizou que o conhecimento sobre o tema ainda é precário:
"A despeito da grande quantidade de estudos sobre os alimentos geneticamente modificados (AGMs), muitas questões permanecem sem ser respondidas, particularmente a respeito dos potenciais impactos de longo prazo de AGMs sobre a saúde e o meio ambiente. Os poucos  estudos realizados sobre os efeitos dos AGMs na saúde são de curto prazo e muito específicos. Ainda há falta de estudos baseados em evidências a respeito dos impactos de médio e longo prazo sobre a saúde e o meio ambiente — questões que estão hoje no centro da polêmica".

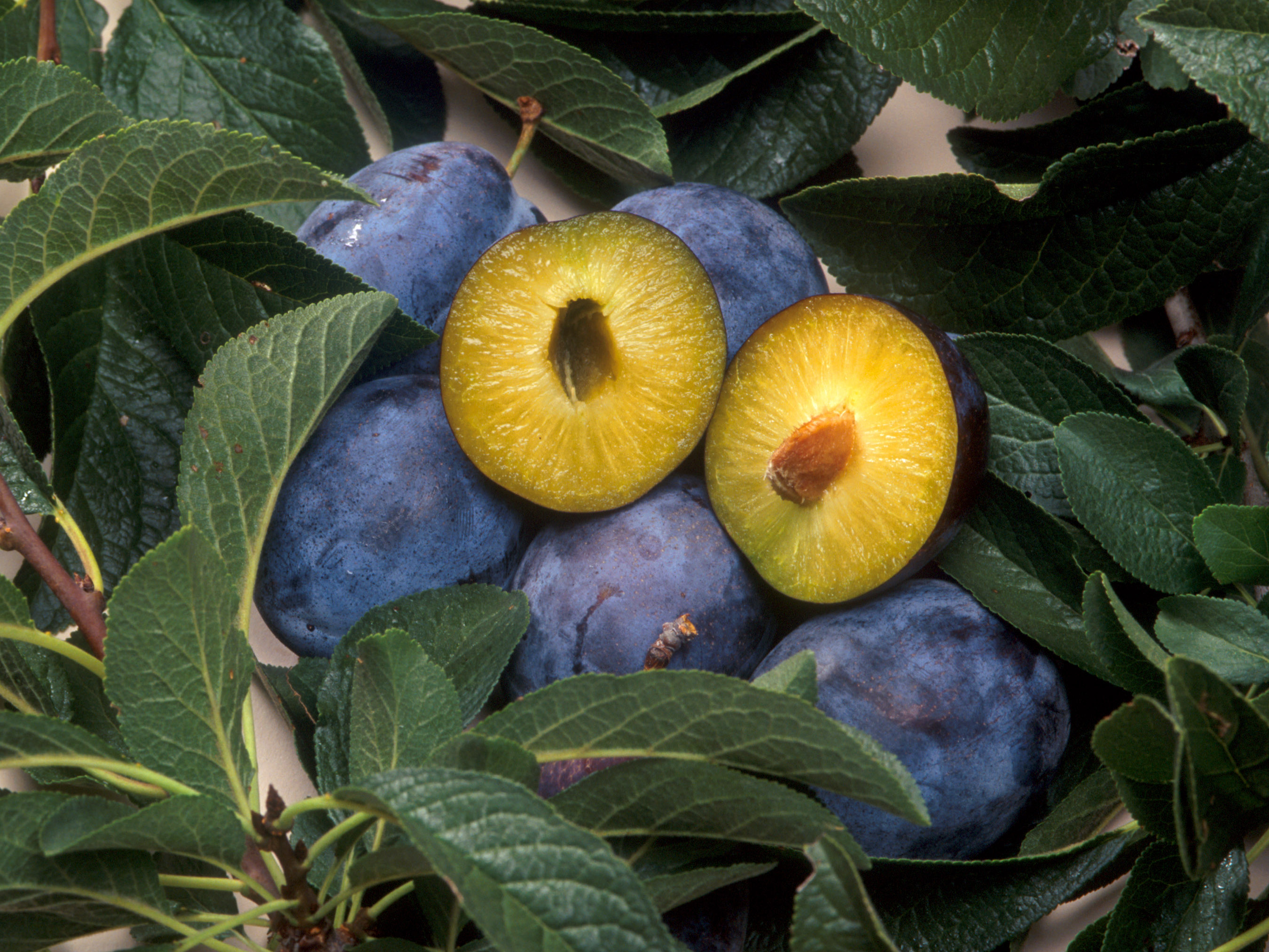
Ameixa transgênica resistente a vírus.

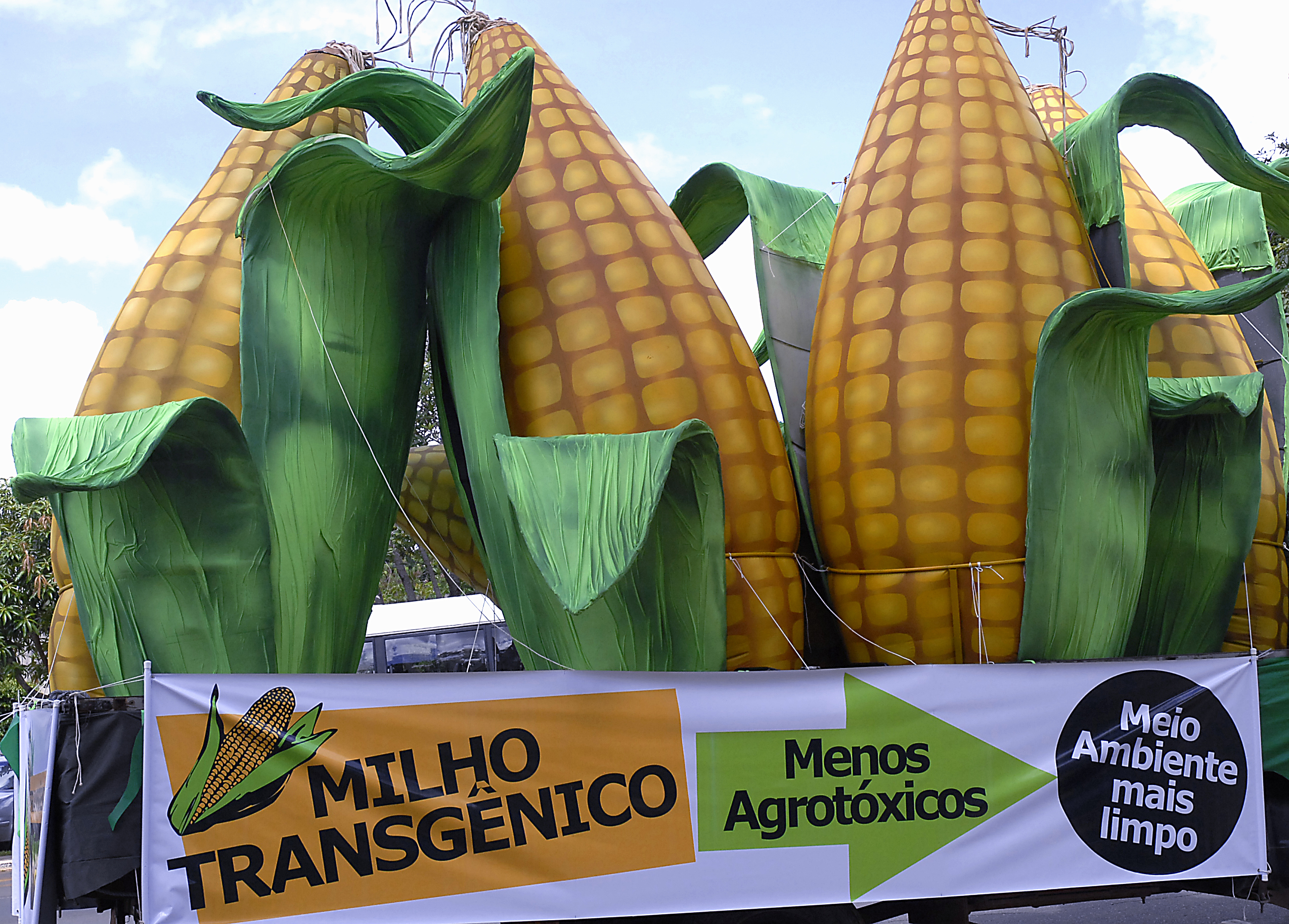
Propaganda a favor do milho transgênico.

Um estudo de Alessandro Nicolia et al., revisando 1.783 publicações sobre o tema, concluiu que os riscos são pequenos. Dada a amplitude da revisão bibliográfica elaborada, este estudo é muitas vezes apontado como um sinal de que foi atingido um consenso científico de que os transgênicos são seguros, mas os próprios autores reconhecem que a polêmica ainda é intensa e recomendaram o prosseguimento dos debates. É de assinalar que este trabalho foi produto de apenas quatro cientistas sob o patrocínio do governo italiano, e limitou a análise a um período de apenas dez anos.
Em 2013 a Rede Europeia de Cientistas para a Responsabilidade Social e Ambiental fez outra revisão da bibliografia, e numa declaração assinada por 313 cientistas, afirmou que ainda não há consenso sobre a segurança dos AGMs, repudiando a divulgação pela mídia, governos e empresas de que o consenso existe. A Rede salientou que grande parte dos estudos que alegam a segurança dos AGMs foi produzida ou financiada pelas próprias empresas de biotecnologia, e que muitas vezes as evidências de efeitos negativos são desprezadas ou minimizadas indevidamente. Foi assinalado também que os estudos de risco sobre a saúde foram pontuais, e que não foram ainda feitos estudos epidemiológicos em grande escala, alertando que as fontes que indicam um risco "pequeno" não parecem levar em conta que em termos da população de toda uma nação ou do mundo o "pequeno" pode equivaler a milhares ou milhões de pessoas. Foi citado que as leis reguladoras dos países muitas vezes são fracamente embasadas e estão sujeitas a pressões e influências alheias à ciência, e que os estudos sobre os efeitos ambientais também ainda não conseguiram um consenso. A mesma ausência de consenso foi declarada pelo Protocolo de Cartagena sobre Biossegurança e pelo Codex Alimentarius, convenções internacionais que receberam a adesão de mais de 160 países, e que se baseiam no princípio da precaução. O GENERA (Genetic Engineering Risk Atlas) mantém um banco de estudos com mais de 400 trabalhos, e é outra fonte apontada como reforçando a segurança dos transgênicos, mas somente metade desses estudos foi realizada por pesquisadores independentes. Uma extensa revisão da bibliografia realizada em 2015 sob os auspícios do Ministério do Desenvolvimento Agrário do Brasil, analisando mais de 750 estudos, concluiu que "reunindo cerca de 750 documentos que contrariam em determinados aspectos a visão dominante na grande mídia e nas agências reguladoras, fornece prova irrefutável de ausência de consenso da comunidade científica sobre o tema. [...] A revisão extensiva de estudos científicos publicados em revistas especializadas permite afirmar que, no limite do conhecimento científico atual, não é possível concluir pela ausência de riscos ao plantio e ao consumo de plantas transgênicas e suas partes. Ou, resumidamente, não é possível afirmar, com seriedade e isenção, que a tecnologia envolvida não implique riscos relevantes para a saúde e o ambiente. [...] Na opinião dos autores deste documento, as informações aqui contidas, recolhidas do acervo publicado pela comunidade científica internacional, justificam decisão política pela moratória ao cultivo e ao consumo das plantas transgênicas".
Ao que parece, a única certeza em toda esta discussão é que há fortes interesses econômicos e políticos engajados em uma intensa propaganda para a aprovação dos transgênicos, propaganda que nem sempre é honesta ou verdadeiramente esclarecedora. Segundo Maria Alice Garcia, bióloga e professora da Universidade Estadual de Campinas, "a agressividade com que transgênicos têm sido propagandeados está diretamente relacionada ao fato de, no plano mercadológico de bens de consumo, os produtos da biotecnologia compõem um dos ramos mais promissores do capitalismo atual. [...] No Brasil, a mídia tem apresentado matérias sobre transgênicos, mas, na maioria das vezes, essas matérias expressam mais opiniões de grupos de interesse e não prestam esclarecimentos à população".

#### Biodiversidade

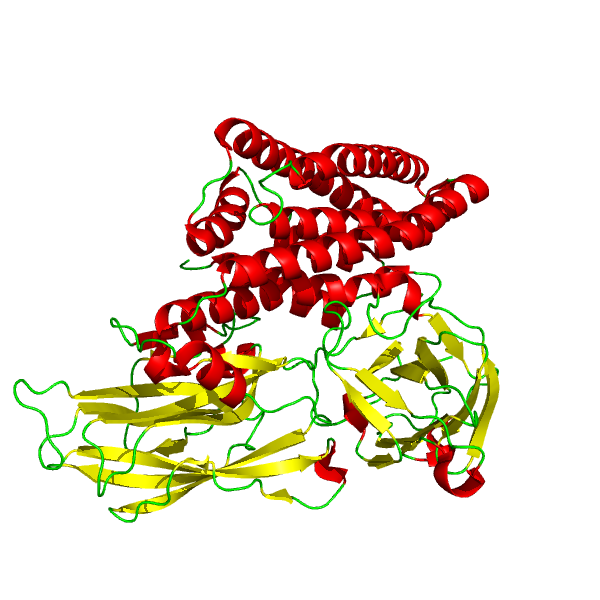
Estrutura da proteína tóxica do Bacillus thuringiensis.

Argumentos a favor dos transgênicos incluem a redução do uso de compostos como herbicidas, pesticidas, fungicidas, micro-fertilizantes e certos adubos, cuja acumulação pode causar sérios danos aos ecossistemas a eles expostos. As organizações ambientalistas questionam se os benefícios da utilização destas plantas poderia compensar os possíveis malefícios por elas causados. As culturas baseadas na tecnologia Bt incorporam genes da bactéria Bacillus thuringiensis, que conferem à planta receptora uma proteção contra insetos por tornarem-nas tóxicas para eles, tornando em tese praticamente desnecessário o controle por meio de pesticidas, cuja toxicidade para o homem e a natureza já é sobejamente conhecida. Porém, esta tecnologia é criticada porque acrescenta um veneno permanentemente ao tecido das plantas, enquanto que no sistema tradicional os venenos são aplicados externa e ocasionalmente. Além disso, demonstrou-se que a toxina chega ao sangue e não é destruída no estômago das pessoas, como se têm afirmado. Um estudo no Canadá mostrou que 90% das mulheres grávidas estudadas, que se alimentavam de produtos derivados dessas plantas, tinham a toxina no seu sangue e também no sangue de seus fetos. Em testes com animais esta toxina mostrou ser nociva para o coração, rins e fígado. Sua toxicidade para células renais humanas também foi confirmada in vitro, e foram apontados efeitos negativos para o sistema imunológico de pessoas e animais. Disso deriva que o consumo por pessoas e animais de plantas modificadas para resistirem a pragas traz um real risco para a saúde humana e o equilíbrio do ambiente.
Tem sido posta em causa se esta tecnologia afetaria também insetos não-alvo, como abelhas e borboletas. Têm sido publicados alguns artigos científicos demonstrando que os insetos não-alvo são mais abundantes nos campos de plantas transgênicas do que nos campos convencionais sujeitos a pesticidas. Mas um estudo de uma equipe de investigadores da Universidade de Indiana descobriu que o pólen e outras partes da planta de milho Bt são lixiviadas para os cursos de água perto de campos de milho até distâncias de 2 km, apresentando efeitos tóxicos para a mosca-da-água, que é um alimento importante para organismos superiores dos ecossistemas aquáticos, tais como os peixes e anfíbios. As culturas Bt também foram ligadas ao declínio da população de abelhas, insetos aquáticos e de bactérias fertilizadoras do solo.
Segundo Benedito & Figueira, é muito lembrado o caso das borboletas-monarca que morreram após ingestão de pólen de milho modificado. Um estudo sobre traças do algodão e do brócoli transgênicos mostrou que elas desenvolviam resistência à toxina dos vegetais modificados, mas outros estudos não indicaram qualquer efeito significativo em espécies que se alimentam de pragas agrícolas que atacam culturas transgênicas. Os pesquisadores apontaram que a difusão na natureza de vegetais resistentes a pragas agrícolas pode levar a uma supressão em grande escala de uma série de espécies de insetos que são importantes para o equilíbrio ecológico das áreas selvagens, o que por consequência pode eliminar também espécies úteis para as culturas, como os polinizadores. Interações imprevisíveis entre espécies modificadas e outras não modificadas podem potencialmente produzir espécies que tenham características diferentes das programadas. Este efeito já foi observado em vírus em condições laboratoriais, e pode ocorrer na natureza.

#### Polinização cruzada
Uma das preocupações manifestadas em relação à utilização de plantas transgênicas prende-se com a possível polinização cruzada entre estas espécies com as existentes na natureza ou com culturas não modificadas. Um dos perigos disso é a perda de variedade genética das populações de vegetais, já que as plantas modificadas, resistentes a pragas e a venenos, competem com mais sucesso com as variedades naturais. Outro risco é que a difusão de genes estranhos na natureza pode levar ao aparecimento de espécies invasoras e superpragas.
Vários estudos têm demonstrado que a existência de polinização cruzada é real, mas que diminui drasticamente com a distância da cultura transgênica. Um estudo realizado no Brasil demonstrou que após 10 metros de distanciamento entre plantas de soja transgênica e soja convencional, a polinização cruzada é negligenciável. No caso do milho, um estudo de Ma, Subedi & Reid refere que essa distância é de aproximadamente 30 metros. Tais dados levam a que, para a plantação de uma cultura transgênica, tenha que ser respeitada uma determinada distância de segurança em relação às culturas vizinhas. Os investigadores defendem que esta distância deve ser avaliada caso a caso devido às diferenças no tamanho, peso e meio de transporte dos diferentes grãos de pólen. Por outro lado, segundo Abreu, observações feitas no México mostraram que variedades de milho que vinham sendo desenvolvidas há séculos pelos agricultores locais desapareceram depois que entraram em contato com milho transgênico.
Uma outra controvérsia relacionada com a polinização cruzada foi a utilização da chamada tecnologia Terminator (em português Exterminador). Esta tecnologia baseia-se na adição, à planta em causa, de um gene que não permite a produção de sementes férteis. Tal prática foi amplamente condenada, por ser considerada uma tentativa, por parte das empresas produtoras de sementes transgênicas, de impedir que os agricultores pudessem cultivar as plantas por mais que um ano usando as sementes que eles mesmos colhessem da primeira plantação, e assim obrigando-os a comprar novas sementes a cada novo plantio.

#### Fatores socioeconômicos
Grande parte das polêmicas originadas com a questão dos transgênicos está diretamente relacionada a seu efeito na economia mundial. Países atualmente bem estabelecidos economicamente e que tiveram sua economia baseada nos avanços da chamada genética clássica são contra as inovações tecnológicas dos transgênicos. A Europa, por exemplo, possui uma agricultura familiar baseada em cultivares desenvolvidos durante séculos e que não tem condições de competir com países que além de possuir grandes extensões de terra, poderiam agora cultivar os transgênicos. Para além disso, localizam-se em espaço europeu muitas das empresas produtoras de herbicidas e pesticidas, que são peças importantes na aceitação ou não de variedades agrícolas que possam comprometer os seus negócios.
Os relatos sobre as vantagens econômicas das culturas transgênicas são contraditórios. Smale et al. citaram vários casos onde houve um aumento no lucro e na produtividade, como por exemplo na China (arroz e algodão) e na África Sub-Saariana (algodão). Outros estudos citados chegaram a conclusões similares, mas foram realizados com metodologias diferentes e não são diretamente comparáveis, ou se basearam em modelos teóricos não levando em conta uma série de variáveis do mundo real, sendo de valor limitado. Um estudo de 2002 do Departamento de Agricultura dos Estados Unidos apontou que o lucro depende de muitas variáveis, e não apenas do uso de sementes transgênicas. No geral, o estudo concluiu que o algodão modificado se mostrou lucrativo, mas o milho não. A soja, por sua vez, demonstrou um desempenho irregular. Já o ministro da Agricultura da Alemanha declarou que as promessas dos AGMs não se cumpriram nem na Europa nem nos países em desenvolvimento. Um estudo de 2013 apontou que os principais cultivos transgênicos dos Estados Unidos (soja, milho e algodão) estão perdendo a corrida em termos de produtividade, variedade genética e resistência a pragas, e têm aumentado o uso de pesticidas, quando comparados a áreas equivalentes no Canadá e Europa.
O uso de transgênicos pode reduzir o uso dos agrotóxicos (herbicidas, inseticidas e fungicidas) mais danificantes, que podem causar sérios problemas aos seres vivos e a produção prejudicará menos o meio ambiente e seria mais rentável, pois ao melhorar geneticamente uma espécie, completa-se geneticamente falhar que propiciam um aumento na produção e deixam aquela espécie menos suscetível a tais praga. Desse modo, ao invés de aplicarem 5 vezes agro tóxicos diferentes, passariam a aplicar 1, bem mais forte, que já seria o necessário (como é o exemplo do milho cultivado nos EUA no Corn Belt ). Ou seja, o capital necessário para criar os transgênicos se baseia em um investimento a curto/médio prazo. Porém estudos mostram que a longo prazo, as pragas que não causavam problemas a espécie (que sofreu mudança genética) pois, a mesma, tem genes diferentes do que a praga estava fadada e isso propicia uma necessidade de evolução a essa praga que não ataca essa espécie como fazia antes da mudança genética. Portanto essa praga pode sofrer uma mutação que ultrapasse o alcance dos agrotóxicos, desse modo, eles se tornariam mais danosos ao meio ambiente e causariam mais problemas aos seres vivos do que já causam. Enfim, os transgênicos surgiram com o propósito de aumentar a produção e diminuir o uso de agrotóxicos, mas a longo prazo podem se tornar ineficientes e aumentar a quantidade de problemas com o cultivo de tal espécie.
É também utilizado o argumento de que o cultivo de transgênicos poderia reduzir o problema da fome, visto que aumentaria a produtividade de variadas culturas, nomeadamente cereais. Porém, muitos estudos, inclusive o do ganhador do Prémio de Ciências Económicas em Memória de Alfred Nobel, Amartya Sen, revelam que o problema da fome no mundo hoje não é ligado à escassez de alimentos ou à baixa produção, mas à injusta distribuição de alimentos em função da baixa renda das populações pobres. Esta posição, que liga a fome às desigualdades sociais e não a uma suposta produção insuficiente de comida, é referendada pela FAO. A organização também recomenda cautela na liberação de alimentos geneticamente modificados, e não recomenda sua liberação sem estudos de impacto ambiental. Dessa forma questiona-se a alegação de que a biotecnologia poderia provocar uma redução no problema da fome no mundo.

#### Utilização de compostos químicos e resistência

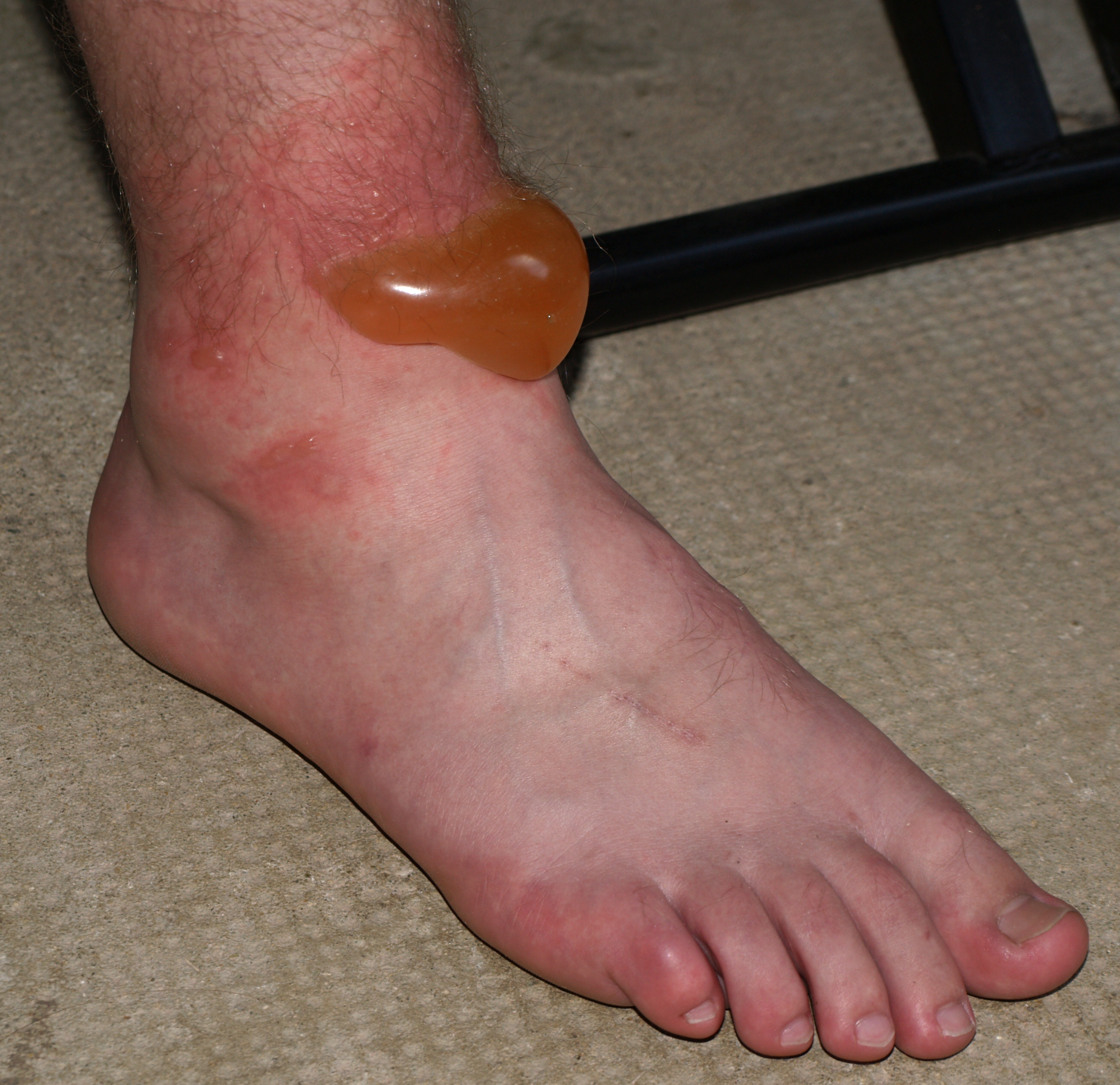
Queimadura química causada pelo herbicida Roundup.

O uso de pesticidas causa danos ambientais, tais como o aparecimento de plantas resistentes a herbicidas e a poluição dos terrenos e lençóis de água. Pretende-se que o uso de herbicidas, inseticidas e outros agrotóxicos diminua com o uso dos transgênicos, já que eles tornam as culturas mais resistentes aos venenos, que então eliminariam apenas as pragas sem afetar as lavouras. Essa modificação poderia reduzir a necessidade dos agrotóxicos. Uma lavoura convencional de soja pode exigir até cinco aplicações de herbicida, enquanto que numa lavoura transgênica Roundup Ready, resistente ao herbicida glifosato, é prevista apenas uma aplicação. Em caso de pragas difíceis de controlar, a alta resistência das plantas modificadas possibilita também o uso de maiores quantidades de agrotóxicos sem afetar a lavoura. Isso frequentemente ocorre, pois após algum tempo as pragas costumam desenvolver resistência aos venenos, mas ao mesmo tempo os impactos ecológicos e de saúde pública são mais acentuados.
Crescente evidência vem indicando que a alegação de que as culturas transgênicas exigem menos agrotóxicos do que as tradicionais é enganosa, e que o uso de químicos nessas lavouras têm de fato crescido. Segundo a engenheira agrônoma Flávia Londres, "mais de 75% das lavouras transgênicas cultivadas no Brasil são de soja transgênica da Monsanto tolerante ao Roundup (herbicida à base de glifosato). Não por acaso, o consumo de glifosato no Brasil saltou de 57,6 mil para 300 mil toneladas entre 2003 (ano da autorização da soja transgênica no país) e 2009, segundo dados divulgados pela Anvisa".
O glifosato é extensivamente associado às culturas transgênicas, e segundo o agrônomo Ronaldo Santos de Freitas, é o herbicida mais usado no mundo. Ele é divulgado como seguro pela fabricante Monsanto, que comercializa a sua apresentação mais conhecida, chamada Roundup, mas diversas pesquisas têm-no acusado de provocar uma variedade de males para a saúde humana e animal. Um parecer técnico solicitado pelo Ministério Público Federal do Brasil fez um levantamento parcial da bibliografia referente aos riscos deste composto e informou que as fórmulas comerciais utilizam vários outros produtos além do glifosato em sua composição, e que eles agem em sinergia aumentando a sua toxicidade em até mil vezes em relação ao seu efeito isolado [Mesnage et al. 2014], e entre os problemas que ele pode causar foram listados, por exemplo, aumento da incidência de problemas renais crônicos [Jayasumana et al., 2014], danos às células embrionárias e da placenta de seres humanos e de equinos [Benachour et al, 2007], necrose de células humanas placentárias, umbilicais e embrionárias [Benachour; Séralini, 2009], desregulação endócrina em células hepáticas humanas [Gasnier et al., 2009], diminuição do peso corporal, da libido, do volume das ejaculações, da concentração de esperma, e aumento da quantidade de espermatozoides anormais ou mortos em coelhos [Yousef et al, 1995], indução à proliferação de células humanas de câncer de mama [Thongprakaisang et al., 2013], e mostrou forte ação antibiótica contra bactérias benéficas do trato digestivo de animais, ao mesmo tempo em que bactérias patogênicas, incluindo Salmonella typhimurium e Clostridium botulinum, se mostraram altamente resistentes [Shenata et al., 2013]. Outros estudos indicaram que ele pode ser a causa do aumento epidêmico da doença celíaca e da intolerância ao glúten pela interferência na flora intestinal e no metabolismo, pode induzir maior risco de desenvolvimento de linfoma não Hodgkin, tem efeito tóxico sobre o genoma de células humanas e de ratos, induz a morte de células de embriões humanos e aumenta o risco de desenvolvimento de malformações fetais, abortos, problemas hormonais, genitais ou de reprodução, além de diversos tipos de cânceres.
Na natureza, estudos mostraram que o glifosato provoca declínio da biodiversidade, esterilização do solo, estresse e diminuição no crescimento de plantas, aumenta a suscetibilidade a doenças em plantas e animais selvagens e nas criações, entre outros efeitos daninhos, mesmo quando usado em doses abaixo das recomendadas. Segundo Alexis Baden-Mayer, a empresa foi condenada na França por fazer propaganda enganosa.
Os principais fatores de aumento no uso de agrotóxicos são o surgimento da resistência aos venenos entre as espécies-alvo, e a existência de mais de 150 tipos de pragas que não são afetadas pela toxina protetora dos cultivos transgênicos Bt e que causam infestações secundárias às vezes tão ou mais graves que as das pragas-alvo. Segundo Sirinathsinghji, desde que os cultivos Bt foram introduzidos houve um surto de novas pragas secundárias nos Estados Unidos, Índia, Brasil, Paquistão e outros países. Tendo em vista que todos organismos estão sujeitos à seleção natural e consequente evolução, os críticos dos organismos transgênicos previam que as características destes organismos levariam à evolução dos organismos que a transgenia pretende atingir. Em julho de 2014 a Associação de Produtores de Soja e de Milho de Mato Grosso (Aprosoja-MT) notificou extrajudicialmente as empresas Monsanto, DuPont, Dow AgroSciences e Syngenta para que solucionassem perdas de agricultores que compraram sementes de milho que não protegeram a cultura contra as lagartas que a atacam. Neste caso, trata-se do milho em que foi inserida uma sequência de genes da bactéria Bacillus thuringiensis, denominado milho Bt. Os agricultores foram obrigados a comprar defensivos agrícolas que não seriam necessários anteriormente, sugerindo que houve evolução das lagartas, levando-as a desenvolver resistência.

### Alternativas ao uso de transgênicos
- Agricultura natural
- Agricultura orgânica
- Agricultura convencional
- Agroecologia